# 文山肥蛛
文山肥蛛（学名：Larinia wenshanensis）为园蛛科肥蛛属的动物。在中国大陆，分布于云南等地。其种加词“wenshanensis”意为“云南文山的”。该物种的模式产地在云南。